# Grande Renúncia Masculina

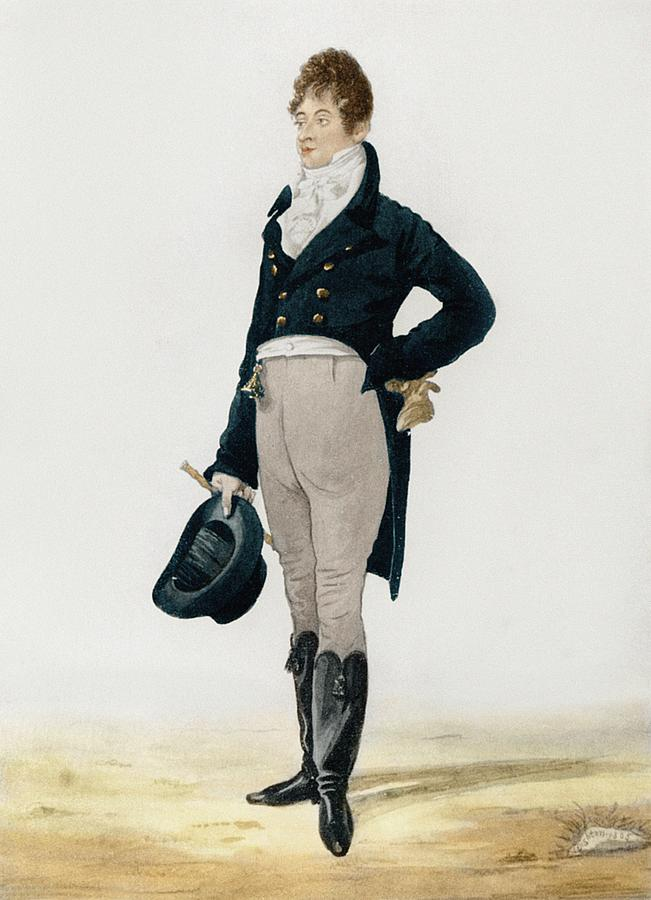
Beau Brummell usando uma paleta de cores suaves de branco, preto, azul marinho e bege.

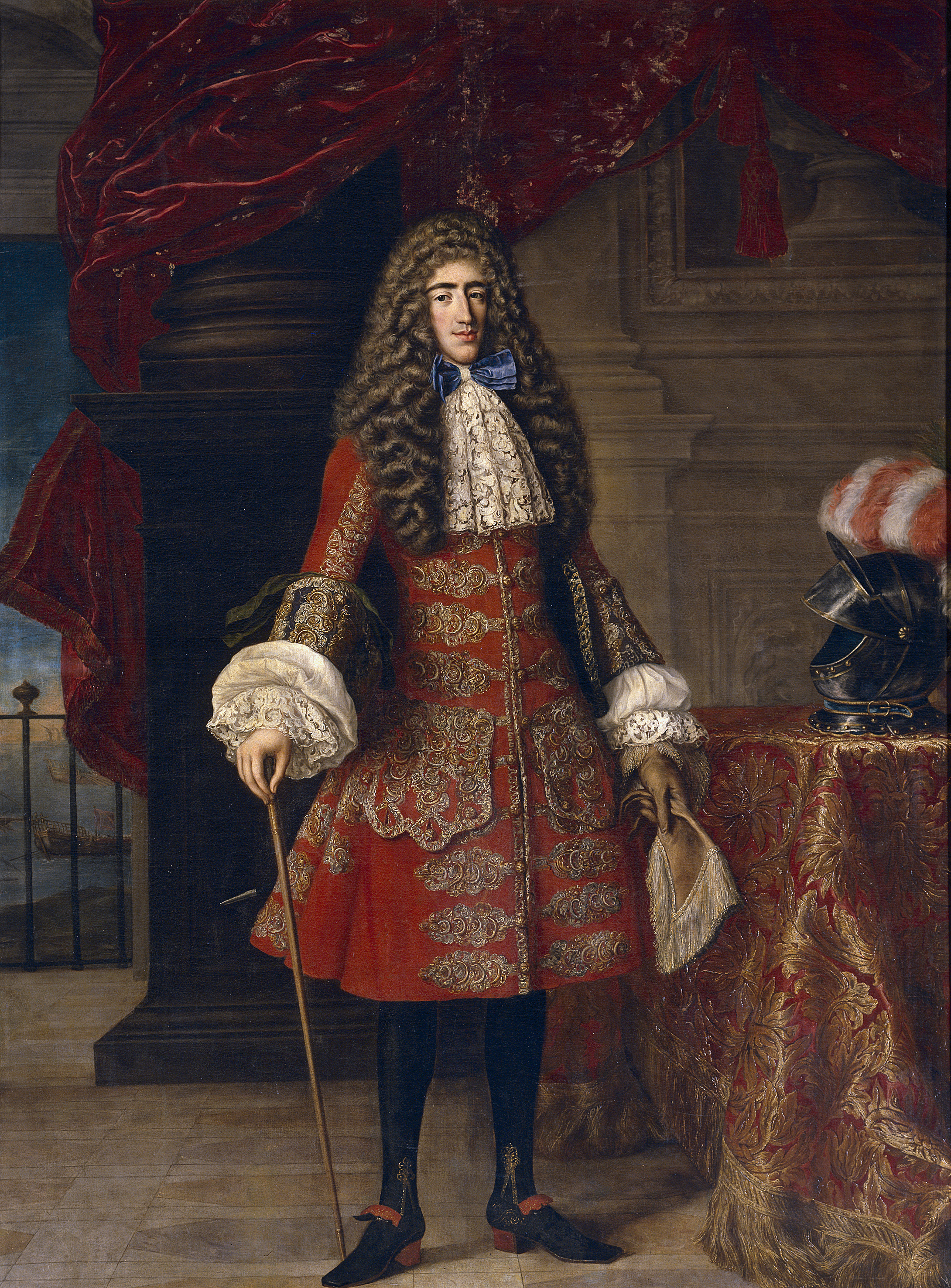
Luis Francisco de la Cerda num luxuoso justacorps vermelho, c. 1684.

A Grande Renúncia Masculina (em francês:  Grande Renonciation masculine) é o fenómeno histórico do final do século XVIII em que homens ocidentais ricos pararam de usar cores brilhantes, formas elaboradas e variedade nas suas vestimentas, deixando o uso para as roupas femininas. Em vez disso, os homens concentraram-se nas pequenas diferenças de corte e na qualidade do tecido simples.
Cunhado pelo psicólogo britânico John Flügel em 1930, é considerado um grande ponto de viragem na história do vestuário, no qual os homens renunciaram à sua reivindicação de adorno e beleza. Flügel afirmou que os homens “abandonaram a sua pretensão de serem considerados belos” e “a partir de então visaram ser apenas úteis”. A Grande Renúncia encorajou o estabelecimento do monopólio do fato nos códigos de vestimenta masculinos no início do século XIX.

## História
A Grande Renúncia Masculina começou em meados do século XVIII, inspirada pelos ideais do Iluminismo; roupas que sinalizavam estatuto aristocrático saíram de moda em favor de vestimentas funcionais e utilitárias. A nova praticidade do vestuário masculino também coincidiu com a articulação da ideia de que os homens eram racionais e que as mulheres eram frívolas e emocionais.
Durante a Revolução Francesa, o uso de trajes associados ao Ancien Régime monárquico fez do utilizador um alvo para os jacobinos. Os homens da classe trabalhadora da época, muitos dos quais eram revolucionários, passaram a ser conhecidos como  porque não tinham dinheiro para calças de seda e, em vez disso, usavam calças mais baratas. O termo foi usado pela primeira vez como um insulto pelo oficial francês Jean-Bernard Gauthier de Murnan, mas foi recuperado por esses homens na época da Manifestação de 20 de junho de 1792.
Nos Estados Unidos, o movimento foi associado ao republicanismo americano, com Benjamin Franklin desistindo da sua peruca durante a Revolução Americana e, mais tarde, com a Oração da Colher de Ouro de 1840 denunciando Martin Van Buren.
Os padrões de vestimenta masculina pós-Renúncia permaneceram praticamente incontestáveis no mundo ocidental antes do surgimento da contracultura e do aumento da informalidade na década de 1960.

## Características
Roupas de cor escura ou pretas tornaram-se o padrão para o vestuário masculino durante a Renúncia. Os saltos altos, adotados na Europa no início do século XVII com base nos sapatos de montaria persas, saíram de moda para os homens na década de 1740. As calças justas que sugeriam um melhor corte e acentuavam a força da figura masculina, especialmente as pernas, foram substituídas por calças compridas. Meias, perucas e tecidos caros também foram abandonados.